# Выборы в регионах России (2006)

Карта региональных выборов в 2006 году.
Парламентские
Референдум

В 2006 году, согласно данным Центральной избирательной комиссии Российской Федерации, прошло 1040 выборных кампаний различного уровня, включая единые дни голосования 12 марта и 8 октября, выборы глав 149 муниципальных образований, а в 18 субъектах федерации прошли выборы в законодательные собрания.

## Законодательные собрания субъектов федерации

### 12 марта

#### Ханты-Мансийский автономный округ
Победила «Единая Россия», завоевав 54,99% голосов и получив 9 мандатов.

#### Оренбургская область
Победила «Единая Россия», завоевав 40,44 % голосов и получив 12 мандатов.

#### Кировская область
Победила «Единая Россия», завоевав 28,53 % голосов и получив 9 мандатов.

#### Адыгея
Победила «Единая Россия», завоевав 33,6 % голосов.

#### Курская область
Победила «Единая Россия», завоевав 34,6 % голосов и получив 14 мандатов.

#### Калининградская область
Победила «Единая Россия», завоевав 34,64 % голосов и получив 10 мандатов.

#### Нижегородская область
Победила «Единая Россия», завоевав 43,91 % голосов и получив 14 мандатов.

#### Республика Алтай
Победила «Единая Россия», завоевав 27,2 % голосов и получив 16 мандатов.

### 8 октября

#### Республика Карелия
Победила «Единая Россия», получив 11 мандатов.

#### Тыва
Победила «Единая Россия», получив 9 мандатов.

#### Чувашия
Победила «Единая Россия», получив 15 мандатов.

#### Приморский край
Победила «Единая Россия», получив 13 мандатов.

#### Астраханская область
Победила «Единая Россия», получив 15 мандатов.

#### Липецкая область
Победила «Единая Россия», получив 17 мандатов.

#### Новгородская область
Победила «Единая Россия», получив 7 мандатов.

#### Свердловская область
Победила «Единая Россия», завоевав 40,54 % голосов и получив 7 мандатов.

#### Еврейская автономная область
Победила «Единая Россия», получив 5 мандатов.

### 3 декабря

#### Пермский край
Предварительные результаты
- Единая Россия 12 — 36 %
- СПС 6 — 16 %
- ЛДПР 5 — 14 %
- Российская партия пенсионеров 4 — 9 %
- КПРФ 3 — 7 %

30 по одномандатным округам.